# 광인일기 (루쉰)

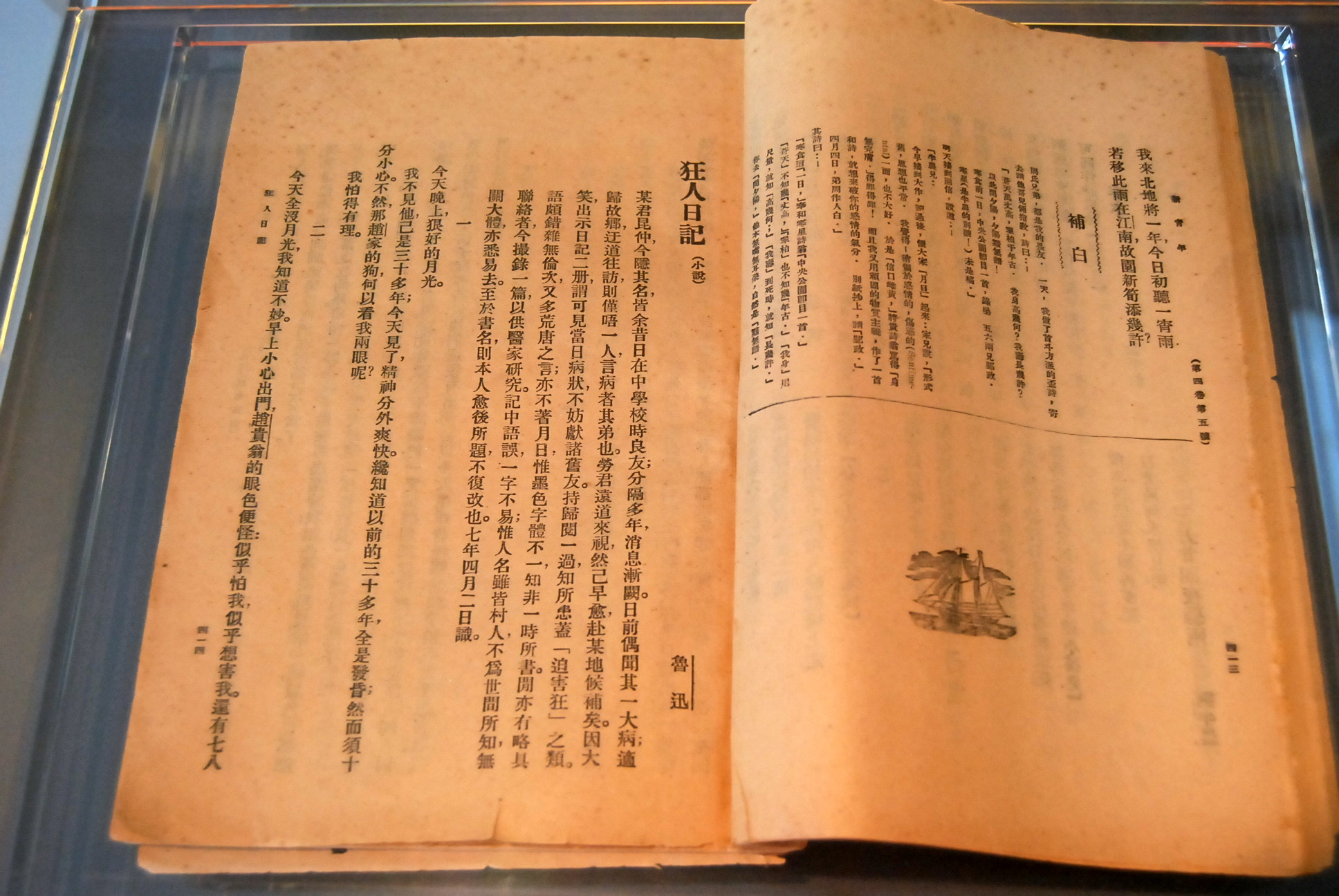

광인일기(狂人日記)는 1918년 5월에 루쉰이 발표한 중국의 첫 번째 현대 백화문 소설로 그의 단편소설집 《납함》에 실려 있다. 처음에는 월간《신청년(新靑年)》4권 5호에 발표되었다. 피해망상광(被害妄想狂)이 쓴 일기 형식을 빌려 주위 사람이 자기를 잡아 먹으려고 노리고 있다는 강박 관념을 줄거리로 삼는다.
이렇듯 내용에 있어서나, 새로운 구어체 소설이라는 점에서나 중국 유교에 대한 비판과 구어문 제창을 2개의 기둥으로 삼았던 중국 문학혁명의 대표작이라 할 수 있으며, 중국 근대문학의 제1작으로 중국 신문학의 혁명 현실주의 전통을 개창했다고 평가된다. 제목은 니콜라이 고골의 작품 《광인일기(狂人日記)》에서 힌트를 얻은 것으로 보이며 내용상으로는 러시아 소설가 프세볼로트 가르신의 영향이 강하게 드러난다.
서양의 제국주의 침략이 이르렀던 시기 청나라 말기 이래의 중국 봉건 제도와 사회 가족 제도를 유교의 위선과 비인간성의 대상으로 삼아 비판하고 있다. 또한 그것을 부정하는 사람을 삼켜 버리려고 하는 중국 봉건 관료 계층의 억압과 그 억압에 대항하려는 소망, 나아가 중국의 새로운 어린이를 구하자는 호소를 작가적 소망에 담아낸 소설 작품이다.
루쉰은 《광인일기》외에도 《아큐정전(阿Q正傳)》등을 쓴 중국의 소설가 겸 문학가이며, 그의 작품에는 중국 독자의 정서를 작가의 이론적 취향에 흡입해내는 실천적 사고가 부각되어 있다.